# Шакорнак, Жан
| Открытые астероиды: 6 | Открытые астероиды: 6 |
| --------------------- | --------------------- |
| (25) Фокея            | 6 апреля 1853         |
| (33) Полигимния       | 28 октября 1854       |
| (34) Цирцея           | 6 апреля 1855         |
| (38) Леда             | 12 января 1856        |
| (39) Летиция          | 8 февраля 1856        |
| (59) Элпида           | 12 сентября 1860      |

Жан Шакорна́к (фр. Jean Chacornac, 21 июня 1823, Лион  — 23 сентября 1873, Лион) — французский астроном.

## Биография
Работал в Марселе и Париже, вёл наблюдения планет, переменных звезд, изучал солнечные пятна. Предложил собственную теорию возникновения кратеров на Луне. Создал эклиптикальную звёздную карту, во многом облегчавшую поиски астероидов. Открыл шесть астероидов.
В его честь названы астероид № 1622 и лунный кратер.